# Березовский, Константин Амвросиевич
Константи́н Амвро́сиевич Березо́вский (укр. Кость-Арпад Амвросійович Березовський ; известен под псевдонимами «Арпад», «Карий», «Карпо», «Кречет»; 14 февраля 1914, Львов — 1941) — украинский националист, член 51-го пластового куреня имени Святослава Игоревича (Львов), деятель бандеровского движения организации украинских националистов, референт пропаганды Краевой Экзекутивы ОУН, идеолог и пропагандист.

## Биография
Член ОУН с начала 1930-х годов. В 1934—1935 годах — студент факультета права Львовского университета и в 1939—1940 — исторического факультета.
Инструктор ОУН среди ремесленников г. Львова, один из представителей ОУН в Украинском спортивном союзе, член редакции его печатного органа — газеты «Готові» (1934—1935). В 1934 — редактор журнала «Студентський шлях», автор ряда идеологических статей.
Псевдонимы — Карый, Карпо, Кречет.
Преследовался польскими властями. В конце 1932 — начале 1933 гг. и в 1935—1939 находился в заключении. Осенью 1935 года — узник концлагеря в Берёзе-Картузской. В июне 1937 года за руководящие действия в ОУН осуждён на 8 лет заключения. Вышел на свободу в сентябре 1939 года после присоединения Западной Украины к УССР.
С апреля 1940 года — референт пропаганды краевой экзекутивы ОУН. Организатор пропагандистской работы среди интеллигенции Киева, Одессы и Харькова, руководитель специальной группы в составе Николая Волка, Юрия Стефаника, Емельяна Прицака и других.
25 июля 1940 года арестован органами НКВД. На «процессе 59-ти» во Львове был обвинён в принадлежности к ОУН, антисоветской деятельности и подготовке восстания против советской власти и в январе 1941 года приговорён к смертной казни.
Дальнейшая судьба — неизвестна. По-видимому, расстрелян в июне 1941 года при отступлении Красной Армии в ходе массовых расстрелов заключённых львовских тюрем (по другим данным расстрелян 14 апреля 1941 года на Левандовке во Львове (как и священник Роман Берест и другие). Похоронен на Яновском кладбище во Львове.